# بیماری ادرار شربت افرا

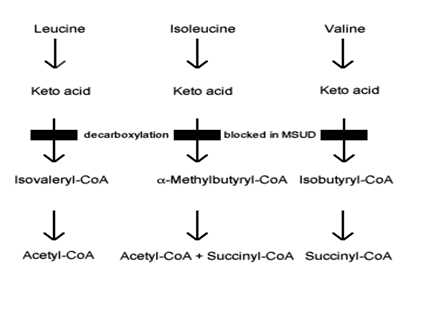
مسیر متابولیسم آمینواسیدهای شاخه دار

بیماری ادرار شربت افرا (به انگلیسی: Maple syrup urine disease) یک اختلال متابولیکی ارثی بوده که در آن بدن قادر به تجزیه و شکستن کامل آمینواسیدهای شاخه‌دار موجود در ساختمان پروتئین‌ها نمی‌باشد. در نتیجه این آمینو اسیدها (والین، لوسین، ایزولوسین) به همراه متابولیت‌هایشان (آلفاکتو و هیدروکسی اسیدها) در مایعات بدن تجمع می‌یابند.
بیماری ادرار شربت افرا اولین بار در سال ۱۹۵۴ توسط Menkes, Hurst و Craigشناسایی شد. این دانشمندان متوجه بوی خاص ادرار چهار نوزادی که در هفته‌های اول زندگی خود به دلیل آنسفالوپاتی درگذشته بودند، شدند؛ لذا دلیل نامگذاری این بیماری، بوی ادرار این نوزادان بود که بویی شبیه به شیره درخت افرا داشت. Westall و colleagues دو دانشمندی بودند که به وجود آمینو اسیدهای شاخه‌دار در ادرار افراد مبتلا به بیماری ادرار شربت افرا پی بردند.

## نام‌های دیگر
- BCKD deficiency
- branched-chain alpha-keto acid dehydrogenase deficiency
- branched-chain ketoaciduria
- ketoacidemia
- MSUD

## نرخ شیوع
نرخ شیوع بیماری ادرار شربت افرا ۱ به ۱۸۵٫۰۰۰ تولد می‌باشد. در جمعیت‌های پنسیلوانیا، نیویورک، میشیگان و ایندیانا، نرخ شیوع افراد حامل ۱ به ۱۰ می‌باشد.

## علائم
بیماری ادرار شربت افرا از لحاظ علائم بالینی و بیوشیمیایی به چهار دسته تقسیم می‌شود:

### نوع کلاسیک
رایج‌ترین نوع بیماری، ظهور علائم در بدو تولد، میزان فعالیت آنزیم ۰–۲٪

#### علائم بالینی
بوی ادرار شبیه شیره درخت افرا، تغذیه ضعیف، تحریک‌پذیری، بی حالی، دیستونی موضعی، انحراف بینایی، کما، نارسایی تنفسی، کاهش ضریب IQ، مسمومیت حاد لوسین یا Leucinosis، هیپوتونی

#### علائم بیوشیمیایی
افزایش BCAAs در پلاسما، افزایش آلوایزولوسین در پلاسما، افزایش BCKAs در ادرار، مثبت شدن تست DNPH ادرار، کتواوری

### نوع بینابینی
سن بروز علائم متغیر است، میزان فعالیت آنزیم ۳۰–۳٪

#### علائم بالینی
بوی ادرار شبیه شیره درخت افرا، کاهش نرخ رشد، تغذیه ضعیف، تحریک‌پذیری، آنسفالوپاتی همزمان با بروز علائم بیماری، اضطراب و افسردگی، اختلالات حرکتی، بروز علائم ADHD

#### علائم بیوشیمیایی
مشابه نوع کلاسیک اما کمی خفیف‌تر

### نوع متناوب
سن بروز علائم متغیر است، میزان فعالیت آنزیم ۲۰–۵٪، علائم به صورت متناوب در پی استرس و گرسنگی‌های طولانی یا جراحی بروز می‌کند

#### علائم بالینی
مشابه نوع کلاسیک به همرا آتاکسی

#### علائم بیوشیمیایی
میزان BCAAs پلاسما نرمال است، اما در زمان بروز بیماری افزایش میابد. علائم بیوشیمیایی شبیه نوع کلاسیک است.

### نوع پاسخ دهنده به تیامین
سن بروز علائم متغیر است، میزان فعالیت آنزیم ۴۰–۲٪

#### علائم بالینی
شبیه نوع بینابینی

#### علائم بیوشیمیایی
با مصرف تیامین علائم بیوشیمیایی مانند افزایش لوسین کاهش می‌یابد.

## ژنتیک بیماری و نحوه توارث
چهار ژن با بیماری شربت افرا همبستگی دارند:
- BCKDHA
- BCKDHB
- DBT
- ژن DLD

این چهار ژن مسئول ساخت چهار زیر واحد کمپلکس آنزیمی آلفاکتو اسید د هیدروژناز آمینواسیدهای شاخه دار یا BCKAD) branch- chain alpha-ketoacid dehydrogenase complex) می‌باشند. دومین مرحله شکسته شدن سه آمینواسید شاخه‌دار توسط کمپلکس آلفاکتو اسیددهیدروژناز آمینواسیدهای شاخه‌دار انجام می‌شود. کوفکتور این کمپلکس، تیامین می‌باشد.
هر کدام از ژن‌های مربوط به این کمپلکس آنزیمی، یکی از زیر واحدها را کد می‌کند. جهش در این ژن‌ها موجب اختلال در شکسته شدن لوسین، ایزولوسین، و والین شده که در نتیجهٔ آن غلظت این آمینواسیدها و متابولیت‌هایشان در خون بالا می‌رود. این ژن‌ها عبارتند از:

### ژن BCKDHA (branched chain keto acid dehydrogenase E1, alpha polypeptide یا E1a)
مسئول کد دو زیر واحد آلفا می‌باشد. بیشتر جهش‌هایی که در ژن BCKDHA رخ می‌دهد، باعث تغییر یک آمینواسید در زیر واحد آلفا کمپلکس آنزیمی BCKD می‌شوند (جابجایی آمینو اسید تیروزین با آسپارژین در موقعیت پروتئین ۴۳۸).
نام‌های دیگر ژن BCKDHA
- BCKDE1A
- BCKDH E1-alpha
- branched chain keto acid dehydrogenase E1, alpha polypeptide (maple syrup urine disease)
- MSUD1
- ODBA_HUMAN موقعیت سیتوژنتیکی این ژن 19q13.1-q13.۲می‌باشد که روی بازوی بلند کروموزوم ۱۹ قرار دارد.

### ژن BCKDHB (branched chain keto acid dehydrogenase E1, beta polypeptide یا E1b)
مسئول کد دو زیر واحد بتا می‌باشد. بیشتر جهش‌هایی که در ژن BCKDHB رخ می‌دهد، باعث تغییر یک آمینواسید در زیر واحد بتا کمپلکس آنزیمی BCKD می‌شوند (جابجایی آمینواسید آرژنین با پرولین در موقعیت پروتئین ۱۸۳).
نام‌های دیگر ژن BCKDHB
- 2-oxoisovalerate dehydrogenase beta subunit
- BCKDH E1-beta
- branched chain keto acid dehydrogenase E1, beta polypeptide (maple syrup urine disease
- branched chain keto acid dehydrogenase E1, beta polypeptide precursor
- ODBB_HUMAN موقعیت سینوژنیکی این ژن 6q14.۱ می‌باشد که روی بازوی بلند کروموزوم ۶ قرار دارد. دو زیر واحد آلفا و بتا با هم، بخش E1 را می‌سازند. بیش از چهل جهش در ژن‌های BCKDHA و BCKDHB در افراد مبتلا به شربت افرا شناسایی شده‌است که اکثراً فرم کلاسیک بیماری را ایجاد می‌کنند.

### ژن DBT
مسئول کد زیر واحد دیگری از آنزیم به نام دی هیدرو لیپوئیل ترنس آسیلاز (dihydrolipoyl transacylase) یا لیپوآمیدآسیل ترانسفراز بوده که بخش E2 زیرواحد کمپلکس آنزیمی را تشکیل می‌دهد. بیشتر جهش‌هایی که در ژن DBT رخ می‌دهد از نوع حذف می‌باشد.
موقعیت سیتوژنتیکی این ژن 1p31 می‌باشد که روی بازوی کوتاه کروموزوم ۱ قرار دارد.

### ژن DLD
مسئول کد زیر واحد E3 یا دی هیدرولیپوآمید دهیدروژناز می‌باشد. دی هیدرولیپوآمید دهیدروژناز در کمپلکس‌های آنزیمی مختلفی که در تولید انرژی نقش دارند، وجود دارد:
- دی هیدرولیپوآمید دهیدروژناز که با نام ترکیب E3 نیز شناخته می‌شود، یکی از زیر واحدهای کمپلکس آنزیمی BCKD می‌باشد.
- دی هیدرولیپوآمید دهیدروژناز در ساختارکمپلکس آنزیمی پیروات دهیدروژناز یا PDH که واکنش تبدیل پیروات به استیل کوآ را کاتالیز می‌کند، نقش دارد.
- دی هیدرولیپوآمید دهیدروژناز همچنین یکی از زیرواحدهای کمپلکس آنزیمی آلفاکتوگلوتارات دهیدروژناز یا αKGDH که تبدیل آلفاکتوگلوتارات به سوکسینیل کوآ را کاتالیز می‌کند، می‌باشد. تا کنون ۱۷ جهش در ژن DLD شناسایی شده که موجب اختلال در عملکرد سه کمپلکس آنزیمی PDH، αKGDH و BCKD می‌شود. اختلال در عملکرد زیر واحد دی هیدرولیپوآمید دهیدروژناز موجب تجمع ترکیبات سمی به‌خصوص اسیدلاکتیک و کاهش تولید انرژی شده و علائم بالینی آن بسیار متفاوت تر از علائم بالینی بیماری شربت افرا است.

## مشاوره ژنتیک
مشاوره ژنتیک فرایندی است که در آن افراد و خانواده‌ها از اطلاعات لازم و مرتبط با بیماری‌های مختلف اعم از توارث، تشخیص، درمان، نحوه مواجهه و جلوگیری از انتقال به نسل بعد مطلع می‌شوند و به آنها یاری رسانده می‌شود تا بتوانند تصمیم مناسبی را برای مواجهه با بیماری اتخاذ نمایند.

## پدر و مادر فرد مبتلا
والدین کودک مبتلا هتروزیگوت و ناقل بیماری هستند اما علائمی نشان نمی‌دهند.

## خواهر و برادر فرد مبتلا
هر کدام از خواهر یا برادر فرد مبتلا، به احتمال ۲۵٪ بیمار (هموزیگوت بیمار)، به احتمال ۵۰٪ ناقل (هتروزیگوت) و به احتمال ۲۵٪ سالم (هموزیگوت سالم) است.
افراد هتروزیگوت، ناقل بیماری بوده و بدون علائم بالینی هستند.

## بقیه اعضای خانواده فرد مبتلا
هر کدام از خواهر برادرهای والدین فرد بیمار، به احتمال ۵۰٪ حامل ژن جهش یافته هستند.

## ازدواج و تشکیل خانواده
در صورتی که فرد مبتلا به این بیماری وراثتی تصمیم به بچه دار شدن بگیرد، بهترین زمان برای مشاوره ژنتیک و تعیین افراد ناقل بیماری؛ پیش از بارداری و زایمان است. زوج‌هایی که با یک یا چند مورد از عوامل خطر زای زیر روبه‌رو هستند، باید مشاوره ژنتیک را در نظر بگیرند:
- وجود بیماری ارثی در اعضای خانواده
- داشتن فرزندی مبتلا به نقص مادرزادی یا ناهنجاری ژنتیکی
- سن بالای ۳۵ سال مادر
- نتایج غیرطبیعی از آزمایش‌های رایج پیش از تولد نوزاد

## فرزندان فرد مبتلا
فرزندان فرد مبتلا به بیماری ادرار شربت افرا، هتروزیگوت و ناقل بیماری هستند.

## تست و تشخیص
تست‌های مرتبط با بیماری ادرار شربت افرا؛ قبل از بارداری، حین بارداری و بعد از تولد انجام می‌شوند.

### تست و تشخیص قبل از ازدواج و قبل از بارداری
اگر یکی از زوج‌ها سابقه فامیلی ابتلا به بیماری ادرار شربت افرا را دارد یا ناقل ژن معیوب است، همسر وی می‌تواند برای پی بردن به اینکه ناقل بیماری هست یا خیر، آزمایش ژنتیک انجام دهد. زوج‌های در معرض خطر داشتن فرزند بیمار، باید برای بررسی شرایطشان و گزینه‌های پیش رو، به مشاوره ژنتیک رجوع کنند. تشخیص ژنتیکی پیش از لانه گزینی (PGD) نیز یکی از روش‌های تشخیص قبل از بارداری است که با استفاده از روش‌های باروری آزمایشگاهی مانندIVF سلامت جنین لقاح یافته را قبل از انتقال به رحم ارزیابی می‌کند.

### تست و تشخیص در دوران بارداری
این نوع تست‌ها شامل نمونه برداری از پرزهای کوریونی جنینی و آمنیوسنتز می‌باشد. اگر این تست‌ها، بیماری را در جنین نشان دهند، می‌توان تصمیم به ادامه بارداری یا سقط گرفت. به زوج‌هایی که با این تصمیم‌گیری روبه‌رو هستند، پیشنهاد پشتیبانی و کمک می‌شود.
در ضمن باید اشاره نمود که دو روش نمونه‌برداری از پرزهای کوریونی جنینی و آمنیوسنتز همواره با درصدی از خطر سقط جنین همراه هستند، از این رو روش‌های تشخیصی به آن سمت رفته‌است که با بررسی DNA آزاد جنین در خون مادر و انجام روش‌های توالی یابی نسل جدید و تحلیل اطلاعات آن‌ها خطر سقط جنین را به صفر کاهش داد و هم‌چنین بتوان با بهره‌گیری از نسل جدید توالی یابی تشخیص‌های ژنتیکی با دقت بسیار بالاتر انجام داد. همچنین در دوره بارداری باید میزان آمینواسیدهای شاخه دار آزاد در پلاسمای خون مادر چک شود و اقدام‌های لازم جهت پایین آوردن سطح این آمینواسیدها و متابولیت‌های وابسته به آن صورت گیرد.
رژیم غذایی مادر نیز باید طوری تنظیم شود که رشد نرمال جنین در معرض خطر نباشد.

### تست و تشخیص بعد از تولد
غربالگری نوزادان که امروزه بعد از به دنیا آمدنشان در بیمارستان انجام می‌شود، فرایندی است که وجود هرگونه بیماری ژنتیکی، هورمونی، متابولیکی و خونی قابل درمان را در نوزاد بررسی می‌کند. پیشرفت روش‌هایی بر اساس طیف‌سنجی جرمی که امروزه پرطرفدارترین و دقیق‌ترین آن LC-MS/MS (High-throughput liquid chromatography - tandem mass spectrometry) نام دارد می‌تواند بیش از ۴۰ بیماری متابولیک ارثی شامل بیماری‌های آمینواسیدی، ناهنجاری‌های متابولیکی اسیدهای آلی و نقص اکسیداسیون اسیدهای چرب را از طریق نمونه خون نوزاد به‌طور هم‌زمان تشخیص دهد و کارایی تشخیص را ارتقا بخشد. دقت، کارایی و خروجی بالا، این فناوری تشخیصی را برای تشخیص‌های بالینی و برنامه‌های غربالگری نوزادان در سطح وسیع تبدیل به بهترین گزینه کرده‌است. تشخیص MSUD نیز جهت غربالگری نوزادان با کمک طیف‌سنجی جرمی و اندازه‌گیری غلظت لوسین و ایزولوسین خون نسبت به آمینواسیدهای آلانین و فنیل آلانین صورت می‌گیرد.

### تست بیوشیمیایی
- آزمایش خون و بررسی سطح آمینواسیدهای شاخه دار(BCAA) و مقایسه آن با سطح سایر آمینواسیدهایی مانند آلانین، فنیل آلانین، گلوتامین، گلوتامات، تریپتوفان، متیونین و هیستیدین در پلاسما (در افراد مبتلا میزان آن بالا است). در نوزادان در ۲۴ تا ۴۸ ساعت اول زندگی با کمک تکنیک MS/MS جهت بررسی غلظت لوسین و ایزولوسین نسبت به آلانین و فنیل آلانین.
- بررسی میزان هیدروکسی اسید و کتواسید مربوط به آمینواسیدهای شاخه دار(BCKAs) در ادرار (در افراد مبتلا میزان آن بالا است)
- بررسی میزان سطح آلوایزولوسین در پلاسما. (میزان آلوایزولوسین در همهٔ انواع بیماری شربت افرا افزایش می‌یابد)
- بررسی فعالیت آنزیم در فیبروبلاست

### تست مولکولی
به‌طور کلی برای تشخیص مولکولی ناهنجاری‌هایی که ژنی برای آن‌ها شناسایی نشده یا چندین ژن را در بر می‌گیرند یا ژن‌هایی که اندازه‌های بزرگی دارند، می‌توان از پنل‌های نسل جدید توالی یابی (NGS) استفاده نمود که تمام این موارد تشخیصی را هم‌زمان انجام می‌دهد و زمان بررسی ژن را کاهش می‌دهد. استفاده از توالی یابی نسل جدید باعث می‌شود تا کل ژنوم به سرعت توالی یابی شود و امکان توالی یابی دقیق تر نواحی هدف را فراهم می‌کند. امروزه تشخیص در تمام نقاط دنیا به سمت استفاده از این تکنیک سوق یافته‌است.

## پیشگیری
از آنجایی که این بیماری وراثتی است، مشاوره ژنتیک برای پی بردن به سابقه خانوادگی پیشنهاد می‌شود. درصورتی که فرد ناقل ژن معیوب باشد بدون آنکه علائمی بروز دهد آن را به فرزندان خود منتقل می‌کند؛ بنابراین افراد باید نسبت به این قضیه آگاه باشند و از فرایندهای مشاوره ژنتیک و تست‌های تشخیصی مختص شناسایی افراد ناقل در هر مرحله از زندگی، به خصوص قبل از ازدواج بهره جویند. از سویی دیگر با توجه به سن متفاوت بروز بیماری، شناسایی افراد در معرض خطر از طریق مشاوره و تست‌های ژنتیک نیز بسیار حائز اهمیت است.

## درمان‌های فعلی
- محدود کردن رژیم غذایی لوسین
- رژیم غذایی خالی از آمینواسیدهای شاخه دار
- انجام تست‌های مکرر بالینی و بیوشیمیایی
- همودیالیز جهت حذف BCAAها
- پیوند کبد به‌منظور جایگزینی آنزیم معیوب با آنزیم سالم
- کاردرمانی کودک به‌منظور کنترل اختلالات حرکتی و ذهنی
- همودیالیز
- مصرف داروی ۴-فنیل بوتیرات